# It's Not Right but It's Okay
"It's Not Right but It's Okay" é uma canção da cantora norte-americana Whitney Houston, gravada para seu quarto álbum de estúdio My Love Is Your Love.Foi escrita por LaShawn Daniels, Rodney Jerkins, Fred Jerkins III, Isaac Phillips e Toni Estes, enquanto que sua produção ficou a cargo de Darkchild. Deriva de origens estilísticas de R&B e soul, que influde ao som de dance music. Quanto às letra, a canção retrata o ponto de vista de uma mulher sobre a infidelidade de seu parceiro, às medida que ela o confronta.
Inicialmente, a canção seria apenas uma B-side de "Heartbreak Hotel", o single anterior da cantora, porém a gravadora de Whitney decidiu lançá-la como single. A sua estreia ocorreu em 25 de janeiro de 1999, e semanas após seus lançamento, a canção já ocupava bons desempenhos nas tabelas musicais. "It's Not Right but It's Okay" alcançou a quarta posição na Billboard Hot 100 e a 1.ª colocação na Hot Dance Club Songs, que marca as canções mais executadas nas discotecas.Na Espanha, a canção também obteve um bom desempenho, alcançando a primeira posição na tabela do país. No Reino Unido, a faixa alcançou a terceira posição pela tabela UK Singles Charts. Este desenvolvimento positivo resultou em certificações para a faixa, recebendo certificado platina pela Recording Industry Association of America (RIAA), e disco de ouro atribuída pela British Phonographic Industry (BPI). No final do ano de 1999, posicionou-se em grande parte das listas de canções mais reproduzidas em vários países e acabou por vencer na categoria "Best Female R&B Vocal Performance" da 42.ª edição dos Grammy Awards.
O vídeo de "It's Not Right but It's Okay" foi dirigido por Kevin Bray e lançado a 12 de fevereiro de 1999. No vídeo, Whitney está vestida com um vestido longo, inteiramente preto e apertado. No início do vídeo, ela está sentada com os braços cruzados em uma mesa de vidro, enquanto canta a canção. Após isso, ela se levanta e canta o refrão da canção rodeada de mulheres bravas, como se estivessem confrontando seu parceiro pela infidelidade. Em outra cena, mulheres vestidas com roupas do exército aparecem dançando a canção. Whitney continua em pé, dançando a canção e movendo seus lábios conforme a música. Durante algumas cenas do vídeo, a cantora ri da infidelidade do parceiro como se não se importasse mais com ele. No final, Whitney encerra o vídeo sorrindo para a câmera em volta de várias mulheres. A faixa recebeu várias interpretações ao vivo como parte da sua divulgação, como no Brit Awards' e no programa The Oprah Winfrey Show. A faixa está presente no álbum de grandes êxitos da cantora, The Ultimate Collection (2007).

## Antecedentes e lançamento
Depois de passar a maior parte dos anos 90s em trabalhos com filmes e suas trilhas sonoras, como em The Bodyguard que lhe rendeu o hit "I Will Always Love You", Whitney decidiu se dedicar a seu próximo trabalho em oito anos, o aclamado My Love Is Your Love que foi lançado em novembro de 1998. Embora o álbum tenha sido programado para ser um álbum de grandes êxitos com novas canções, a gravadora de Whitney decidiu lançar um trabalho novo e ousado da cantora, e então foi lançado como álbum de estúdio. Gravado e produzido em apenas seis semanas, a obra apresentou produções de Rodney Jerkins, Wyclef Jean e Missy Elliott. O álbum estreou na 13.ª posição, se tornando sua posição de pico na Billboard 200.Nesse trabalho, havia algo diferente aos trabalhos anteriores de Houston, e tinha um som ousado como funk, R&B, hip hop e soul.
O primeiro single do álbum foi "When You Believe", um dueto com a cantora Mariah Carey, que foi incluído na trilha sonora de The Prince of Egypt, e que foi vencedor do Oscar de "Melhor Canção Original". O lado A de "It's Not Right but It's Okay", "Heartbreak Hotel" foi o segundo single do álbum, um dueto com Kelly Price e Faith Evans. No inicio, "It's Not Right but It's Okay" não se tornaria single, já que era apenas o lado B do single anterior da cantora, mas a gravadora de Whitney decidiu lançá-la como single, em 25 de Janeiro de 1999.
Além da canção original, também foi lançada um remix de Thunderpuss, popularizando ainda mais a música. A versão remixada de Thunderpuss foi incluída no álbum de grandes êxitos de Whitney, lançado em 2000 e a versão original também aparece no The Ultimate Collection de 2007. Há também uma versão balada, intitulada "Mix Smooth Mix".

## Recepção e covers

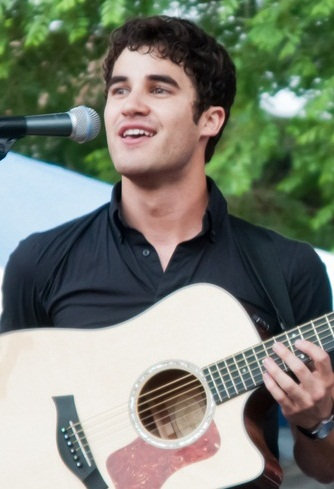
Darren Criss fez um cover da canção na série Glee.

### Recepção da crítica
Em uma revisão faixa a faixa de My Love Is Your Love, Jon Pareles do jornal The New York Times, elogiou a faixa juntamente com "Heartbreak Hotel" e "My Love Is Your Love" dizendo que as faixas tem fortes influências sobre o novo estilo de Whitney Houston.Mark Bautz da revista Entertainment Weekly, escreveu que a canção "é facilmente classificada como seu melhor", e elogiou a diversidade musical dizendo "Houston nunca foi tão sutil como agora."

### Covers
A canção foi cantada por Darren Criss na série da FOX, Glee. Blaine, personagem de Criss, cantou a faixa em uma homenagem para Whitney Houston no especial "Dance with Somebody".

## Videoclipe

### Desenvolvimento e lançamento

Houston durante o vídeo.

O vídeo musical de "It's Not Right but It's Okay" foi dirigido por Kevin Bray e lançado a 12 de fevereiro de 1999. Para o vídeo, assim como o seu anterior de "Heartbreak Hotel", Whitney apareceu com os cabelos curtos e acima de seus olhos. Em algumas cenas do vídeo, mulheres se vestem com roupas do exército e interpretam a canção dançando como soldados.

### Sinopse
A trama, com uma duração superior a quatro minutos, foi concebida à semelhança da letra da canção. No vídeo, Whitney esta vestida com um vestido longo, inteiramente preto e apertado. No início do vídeo, ela está sentada com os braços cruzados em uma mesa de vidro enquanto canta a canção. Após isso, ela se levanta e canta o refrão da canção rodeada de mulheres bravas, como se estivessem confrontando seu parceiro pela infidelidade. Em outra cena, mulheres vestidas com roupas do exército aparecem dançando a canção. Whitney continua em pé, dançando a canção e movendo seus lábios conforme a música toca. Durante algumas cenas do vídeo, a cantora ri da infidelidade do parceiro como se não se importasse mais com ele. No final, Whitney encerra o vídeo sorrindo para a câmera em volta de várias mulheres.

## Faixas e formatos
| CD Single |                                                                     |         |  |
| N.º       | Título                                                              | Duração |  |
| 1.        | "It's Not Right but It's Okay" (Rodney Jerkins Smooth Mix)          | 4:30    |  |
| 2.        | "It's Not Right but It's Okay" (Rodney Jerkins Smooth Instrumental) | 4:30    |  |
| 3.        | "I Will Always Love You" (Hex Hector Club Mix)                      | 9:50    |  |

| CD single - Espanha |                                                     |         |  |
| N.º                 | Título                                              | Duração |  |
| 1.                  | "It's Not Right but It's Okay" (Johnny Vicious Mix) | 4:25    |  |
| 2.                  | "It's Not Right but It's Okay" (Club 69 Radio Mix)  | 4:21    |  |

## Desempenho nas tabelas musicais
Nos Estados Unidos, a obra teve uma boa receptividade nas tabelas musicais, alcançando a 4.ª colocação da Billboard Hot 100. A faixa também entrou em outras tabelas da Billboard, incluindo a tabela da R&B/Hip-Hop Songs, onde a faixa alcançou a 7.ª posição, tornando sua posição de pico.Devido às execuções de "It's Not Right but It's Okay" nas boates, a canção se posicionou no primeiro lugar da Hot Dance Club Songs, sendo a segunda canção de quatro canções do álbum My Love Is Your Love a alcançar a primeira posição nesta tabela. Devido ao seu desempenho comercial no território, a Recording Industry Association of America (RIAA) certificou "It's Not Right but It's Okay" com platina. O registo posicionou-se no número quarenta e quatro na lista publicada pela Billboard que classificou as mais vendidas da Hot 100 em 1999, e décima primeira canção mais vendida pela Hot Dance Club Songs no mesmo ano.
No Canadá, o tema alcançou a terceira posição na tabela da Canadian Hot 100, se tornando um sucesso no país.Repetindo o desempenho do Canadá, a faixa também alcançou a terceira colocação em território britânico, recebendo o certificado ouro pela British Phonographic Industry (BPI). Na Áustria, a faixa teve um desempenho moderado na tabela Ö3 Austria Top 75, chegando a 20.ª posição no país.Na Espanha, o single se tornou um sucesso instantâneo, ocupando a primeira posição da PROMUSICAE por três semanas.
| Tabelas musicais (1999)                        | Melhor posição |
| ---------------------------------------------- | -------------- |
| O campo songid é OBRIGATÓRIO PARA PARADA ALEMÃ | 14             |
| Áustria (Ö3 Austria Top 75)                    | 20             |
| Bélgica (Ultratop 50 de Flandres)              | 40             |
| Canadá (Canadian Hot 100)                      | 3              |
| Espanha (PROMUSICAE)                           | 1              |
| Estados Unidos (Billboard Hot 100)             | 4              |
| Estados Unidos (Billboard Dance Club Songs)    | 1              |
| Estados Unidos (Billboard R&B/Hip-Hop Songs)   | 7              |
| França (SNEP)                                  | 21             |
| Irlanda (IRMA)                                 | 21             |
| Nova Zelândia (RIANZ)[A]                       | 33             |
| Países Baixos (Dutch Top 40)                   | 12             |
| Reino Unido (UK Singles Chart)                 | 3              |
| Suécia (Sverigetopplistan)                     | 12             |
| Suíça (Schweizer Hitparade)                    | 18             |

| Tabelas musicais (1999)               | Posições |
| ------------------------------------- | -------- |
| Estados Unidos (Billboard Hot 100)    | 44       |
| Estados Unidos (Hot Dance Club Songs) | 11       |
| Estados Unidos (R&B/Hip-Hop Songs)    | 37       |
| Países Baixos (MegaCharts)            | 85       |
| Reino Unido (UK Singles Charts)       | 25       |
| Suécia (Sverigetopplistan)            | 83       |

| País/Associação       | Certificação | Vendas     |
| --------------------- | ------------ | ---------- |
| Estados Unidos - RIAA | Platina      | 1,000,000+ |
| Reino Unido - BPI     | Ouro         | 100,000+   |

## Créditos
Todo o processo de elaboração da canção atribui os seguintes créditos pessoais:
| - Whitney Houston – vocalista principal; - LaShawn Daniels - composição, gravação, instrumentos; - Rodney Jerkins - composição, produção, instrumentos; - Fred Jerkins III - composição, instrumentos, mistura; - Isaac Phillips - composição; | - Toni Estes - composição; - Babyface - teclados; - Ricky Lawson - bateria; - Jamie Siegel - baixo; |

## Histórico de lançamento
| País           | Data                  | Formato   | Editora discográfica |
| -------------- | --------------------- | --------- | -------------------- |
| Estados Unidos | 25 de Janeiro de 1999 | CD Single | Arista Records       |
| Reino Unido    | 19 de Abril de 1999   | CD Single | Arista Records       |